# Bundesstraße 525
Pour les articles homonymes, voir Route 525.
La Bundesstraße 525 est une Bundesstraße du Land de Rhénanie-du-Nord-Westphalie.

## Géographie
La B 525 émerge au sud de Südlohn du nouveau tracé de la Bundesstraße 70, qui atteint ici son ancien tracé, et traverse le Westmünsterland par Gescher, Coesfeld et Nottuln jusqu'à la Bundesautobahn 43. Le tronçon entre la frontière entre l'Allemagne et les Pays-Bas à Südlohn-Oeding et le nouveau tracé de la B 70 n'est pas une Bundesstraße mais une Landesstraße (L 558). Après la frontière, la route mène comme N 319 à Winterswijk et plus loin à travers la province de Gueldre. À l'est, la route continue comme la L844 vers Appelhüllen et Senden, reliant ainsi la Bundesstraße 235 à Dortmund.

## Histoire
Dans le premier quart du XIXe siècle, la route du tracé de la B 67 est élargie et remplace une ancienne route commerciale de longue distance qui menait du Münsterland aux Pays-Bas. À Darup, elle remplace l'ancienne voie postale dont le tronçon est un chemin creux sur le Daruper Berg. Il se trouve en contrebas de la chapelle de pèlerinage de Darup et attire de nombreux promeneurs et pèlerins. La B 67 passe plus au sud et à peu près parallèlement à la B 525 de Borken sur une route différente au nord de Reken.
La B 525 est créée au milieu des années 1970. Elle est d'abord appelée à tort B 523. La correction a lieu en 1977. Sur le tronçon de Gescher à Nottuln, la B 525 est identique à la beaucoup plus ancienne B 67. La section d'environ 14 km entre la B 70 et la jonction Gescher/Coesfeldest reconstruite.
Le 22 septembre 2009, le contournement de Darup est ouvert à la circulation. Ces 3,3 km de route ont coûté 6,5 millions d'euros. Les investigations préliminaires pour ce nouveau bâtiment avaient commencé en 1994.
Les travaux préliminaires pour le contournement de Nottuln commencent en février 2013, les premiers travaux de pont ont suivi en mars. Le nouveau contournement, long d'environ 4,9 km, est inauguré en mai 2018. Les coûts de 21,54 millions d'euros proviennent de fonds fédéraux.

## Source
- (de) Cet article est partiellement ou en totalité issu de l’article de Wikipédia en allemand intitulé « Bundesstraße 525 » (voir la liste des auteurs).

1. ↑  (de) « Die Bundes- und Reichsstraßen in Deutschland - Nr. ab 399 » [archive du 15 octobre 2008], sur home.arcor.de (consulté le 18 juillet 2025)